# أي تي في ديجيتال
أي تي في ديجيتال كانت ناقلة تلفزيون أرضيًا و رقميًا بريطانيًة أطلقت خدمة التلفزيون المدفوع على أول شبكة تلفزيونية أرضية رقمية في العالم وكان المساهمون الرئيسيون في الشركة شركتين هما كارلتون كوميونيكشنز وغرناطة بي إل سي أصحاب شبكة أي تي في حيث بدأت بإسم أون ديجيتال في عام 1998 ثم تمت إعادة تسمية الخدمة باسم أي تي في ديجيتال في يوليو 2001 وقد أدت الأرقام المنخفضة للجمهور وقضايا القرصنة والصفقة التي لا يمكن تحملها مع دوري كرة القدم الإنجليزي في نهاية المطاف إلى تكبد الشبكة خسائر فادحة بملايين الجنيهات مما أجبرتها على دخول الإدارة في مارس 2002 وتوقفت خدمات التلفزيون المدفوعة بشكل دائم في 1 مايو 2002 كما توقفت القنوات المجانية المتبقية مثل بي بي سي الأولى والقناة الرابعة البرطانية ثم تم تصفية الشركة في أكتوبر وإما المجمعات التلفزيونية نقلت في وقت لاحق برئاسة كرون كاستل وبي بي سي لإنشاء فريفيو في وقت لاحق في نفس الشهر.

## التاريخ

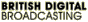
شعار البث الرقمي البريطاني (1997-1998)

أنشأت تلفزيون كارلتون وتلفزيون غرناطة وشركة الأقمار البراطنية سكاي برودكاستتينغ (بي إس كي يو بي) في 31 يناير 1997 معًا شركة البث الرقمي البريطاني (بي دي بي) كمشروع مشترك وطبقت ثلاثة تراخيص لتشغيل التلفزيون الرقمي الأرضي (دي تي تي)  كما وقد واجهوا منافسة من شبكة التلفزيون الرقمي (دي تي أن) وهي شركة أنشأت مشغل الكابل كابل تيل (التي عرفت فيما بعد باسم إن كوربوريتد)  وفي 25 يونيو 1997 فازت بي دي بي بالمزاد ومنحت لجنة التلفزيون المستقلة (إي تي سي) رخصة البث الوحيدة لـ دي تي تي إلى هذا ائتلاف تجاري ثم في 20 ديسمبر1997تم منح مركز التجارة الدولية ثلاثة تراخيص تعدد إرسال رقمي للتلفزيون المدفوع إلى بي دي بي.
وفي نفس العام أجبرت لجنة التلفزيون المستقلة بي إس كي يو بي على الخروج من ائتلاف تجاري وذلكلأسباب تتعلق بالمنافسة وإدى ذلك إلى وضع سكاي في المنافسة المباشرة مع خدمتهم الجديدة حيث كانت سكاي ستطلق أيضاً خدمة للأقمار الصناعية الرقمية في عام 1998 على الرغم من أن سكاي كانت لا تزال مطالبة لتوفير القنوات رئيسة مثل أفلام سكاي وسكاي سبورت على أون ديجيتال  مع كون سكاي جزاءً من ائتلاف تجاري حيث كانت أون ديجتال ستدفع أسعارًا منخفضة لنقل قنوات سكاي التلفزيونية ولكن تغيرت أوضاع عندما أصبحت كمنافس لها وفرضت سكاي أسعار السوق الكاملة للقنوات بتكلفة إضافية تبلغ حوالي 60 مليون جنيه إسترليني سنويًا على أون ديجيتال و في 28 يوليو 1998 أعلنت بي دي بي أن الخدمة ستسمى أون ديجيتال  وأدعة أنها ستكون أكبر إطلاق لعلامة تجارية تلفزيونية في التاريخ  حيث سيكون مقر الشركة في بيت ماركو بولو (الذي تم هدمه الآن) الذي كان في باترسي جنوب لندن والذي كان في السابق موطنًا لمنافس بي إس كي يو بي السابق البث الفضائي البريطاني (بي إس بي).
وقد تم إنشأ ستة مجمعات تلفزيونية مع تخصصيص ثلاث منها لبرامج تستخدم التلفزيون التناظري وتم بيع المجمعات التلفزيونية الثلاثة الأخرى بالمزاد العلني وتم منح أون ديجيتال سنة واحدة من منح ترخيص لإطلاق أول خدمة دي تي تي بالإضافة إلى إطلاق خدمات الصوت والفيديو فقد قادت أيضًا مواصفات لمحرك تفاعلي متقدم على مستوى الصناعة يعتمد على أم أتش إي جي -5 حيث كان هذا معيارًا مفتوحًا تم استخدامه من قبل جميع المذيعين على دي تي تي.

### إطلاق

شعار أون ديجيتال من عام 1998 حتى عام 2001

أون ديجيتال إطلاق رسميًا في 15 نوفمبر 1998 وسط احتفال عام كبير يضم المشاهير مثل أولريكا جونسون واللعاب نارية حول محطة الإرسال كريستال بالاس  وقد كان منافسها سكاي ديجيتال قد ظهر لأول مرة في 1 أكتوبر  تم إطلاق الخدمة مع 12 قناة أساسية وتتضمن قنوات بي بي سي تشويس وإي تي في2 الجديدة كما تضم حزمة الأشتراك قنوات مثل سكاي وان وكرتون نتورك و إي4 ويو كي تي في والعديد من القنوات المطورة داخليًا من قبل كارلتون وغرناطة مثل كارلتون وورلد وتتضمن القنوات الاشتراك المتميز سكاي سبورت 1 و 2 و 3 وسكاي سينما وسكاي المتميزة وفيلم فور الذي تم إطلاقه حديثًا.  
مع ذلك منذ البداية كانت الخدمة تخسر المال بسرعة حيث إدت مشاكل الإمداد مع أجهزة فك التشفير إلى فوات الشركة مبيعات عيد الميلاد وفي الوقت نفسه فإن التسويق القوي من قبل بي إس كي يو بي لسكاي ديجيتال جعل عرض أون ديجيتال يبدو غير جذاب حيث قدمت خدمات الأقمار الصناعية الرقمية الجديدة ديش جديد بأسم داج بوكس وكان يحتوي حوالي 200 قناة بسعر 159 £ وكان هذا سعرا أقل من أون ديجيتال الذي كان 199 £ وقد تم تعيين أسعار اشتراك أون ديجيتال للمقارنة بخدمة سكاي التناظرية القديمة المكونة من 20 قناة.و في عام 1999 تم إطلاق خدمات الكابلات الرقمية بواسطة إنكوربوريتد وتال وست وكابل أند وايرلس بلك.
في فبراير 1999 ضمنت أي تي في حقوق مباريات دوري أبطال أوربا لكرة القدم لمدة أربع سنوات  والتي سيتم بثها جزئيًا عبر أون ديجيتال وقنتاتين رياضيتين جديدتين على المنصة وهما شامبيونز أون 28 وشامبيونز أون 99 (أعيدت تسميتها لاحقًا با أون سبورت 1 وأون سبورت 2 عندما قامت بتأمين حقوق ألعاب التنس رابطة محترفي التنس) والتي تمت مشاركتها مع كارلتون سينما  وعلى مدار عام 1999 تم إطلاق قنوات مثل إم تي في ويوروسبورت على المنصة  وأغلقت قنوات كارلتون كيدز وكارلتون وورلد الحصرية في عام 2000 لإفساح المجال لقناتي ديسكفري.
وقد ذكرت أون ديجيتال في أبريل 1999 أن لديها 110000 مشترك ومع ذلك كان لدى سكاي ديجيتال أكثر من 350000 مشترك بحلو هذا الوقت  وبحلول مارس 2000 كان هناك 673000 عميل لدى أون ديجيتال.
تم إطلاق أول خدمة رقمية تفاعلية في منتصف عام 1999 وأطلق عليها أسم أون جيمز كما في مار 2000 تم أطلاق أون ميل الذي قدمة خدمة بريد إلكتروني تفاعلي وقد أدت الصفقة مع مشعل متعدد الإرسال (شبكات أس 4 سي الرقمية) إلى إطلاق خدمة الدفع مقابل المشاهدة أون ركويست في 1 مايو 2000 وفي يونيو 2000 تم إطلاق أون أوفير وفي 18 سبتمبر 2000 تم إطلاق خدمة الإنترنت تي في أون نيت.
في 17 يونيو 2000 وافقت أون ديجيتال على صفقة كبيرة بقيمة 315 مليون جنيه إسترليني لمدة ثلاث سنوات مع دوري كرة القدم الإنجليزي لبث 88 مباراة مباشرة في الدوري الوطني وكأس رابطة الأندية الإنجليزية المحترفة من موسم 2001-2002.

### المشاكل
تباطأ نم أون ديجيتال طوال عام 2000 وبحلول بداية عام 2001 توقف عدد المشتركين عن الزيادة وفي غضون ذلك الوقت كانت منافستها سكاي ديجيتال لا تزال تنمو واستجاب فريق إدارة أون ديجيتال بسلسلة من العروض الترويجية المجانية لجهاز الاستقبال الرقمي لدى تجار التجزئة مثل كاري وديكسون حيث عندما يتم شراء جهاز استقبال أون ديجيتال في نفس الوقت شراء جهاز تلفزيون أو قطعة من المعدات ذات الأسعار المماثلة يكون مجانيً ولكن مع الوقت أصبحت هذه العروض في النهاية دائمة حيث تمت مطابة هذا العرض مع سكاي وحيث كان معدل زبد متغيب في أون ديجيتال وهو مقياس لعدد المشتركين الذين يغادرون الخدمة حيث كان المعدل 28٪ خلال عام 2001.
و من المشاكل الإضافية ل أون ديجيتال هي أختيار وضع البث كيو أي أم 64 والذي عندما يقترن بقدرة بت أضعف بكثير (مما يعني أن الإشارة كانت ضعيفة في العديد من المناطق منها هيكل التسعير المعقد مع العديد من الخيارات ونظام إدارة مشترك رديء الجودة المقتبس من كنال+) وكان الدليل تليفزيوني لقناة مجلة ورقية بينما كان لدى بي إس كي يو بي دليل برامج إلكتروني (إي بي جي) وكانت خدمة العملاء الفنية غير كافية وهناك الكثير من قرصنة الإشارات بينما كان لدى أون ديجيتال مسار عودة محدود يتم توفيره عبر مودم 2400 باود مدمج لم يكن هناك لدى المنافس أي شرط كما كان الحال مع بي إس كي يو بي لتوصيل مودم جهاز فك التشفير بخط هاتف.

#### المعدات المعارة
دثت مشاكل لاحقة عندما بدأت أون ديجيتال في بيع أجهزة الاستقبال المدفوعة مسبقاً (تحت اسم أون بريبيد) اعتبارًا من نوفمبر 1999 وتباع هذه الحزمة في المتاجر الكبر ومحلات السوبر ماركت بسعر شمل جهاز فك التشفير المعار وحزمة اشتراك لسنة الأولى  وقد بلغت هذه الصناديق مسبقة الدفع 50% من المبيعات في ديسمبر 1999  كما وقد تم بيع الألاف من هذه الحزم أيصًا بسعر اقل بكثير من سعر التجزئة في مواقع المزادات مثل ترادوس مشهورة آنذاك.نظرًا لأن الاتصال لتفعيل بطاقة المشاهدة لا يتطلب أي تفاصيل بنكية فإن العديد من صناديق أون ديجيتال التي كانت مُعارة من الناحية الفنية كانت في عناوين لا يمكن التحقق منها وقد تم تغيير هذا لاحقًا حتى لا يتمكن العميل من الابتعاد بصندوق دون أن تتحقق أون ديجيتال من عنوانه ولم يقم العديد من العملاء بتفعيل بطاقة المشاهدة على الإطلاق على الرغم من أن عنوان المشاهد معروف فإن أون ديجيتال ستكتب لإعلامهم بضرورة التنشيط قبل الموعد النهائي المعين. [بحاجة لمصدر]

#### القرصنة
تم تشفير قنوات أون ديجيتال التي يتم فيه الدفع مقابل المشاهدة بستخدام نظام أس إي سي أي ميديا جارد والذي تم اختراقه لاحقًا ولم تقوم شركة أون ديجيتال بتحديث هذا النظام لذلك كان من الممكن إنتاج وبيع بطاقات اشتراك مزيفة تتيح الوصول إلى جميع القنوات  حيث تم تداول حوالي 100000 بطاقة قرصنة بحلول عام 2002 ولعبت هذه البطاقات دورًا في زوال المذيع في ذلك العام.
في أبريل 2001 قيل أن أون ديجيتال سيتم «إعادة إطلاقها» لتقريبها من شبكة أي تي في وللتنافس بشكل أفضل مع سكاي  وفي 11 يوليو 2001 أعاد كارلتون وغرناطة تسمية أون ديجيتال إلى أي تي في ديجيتال.
كما قد تم تغيير علامتها التجارية للخدمات الأخرى مثل أون نيت إلى أي تي في أكتف وتم إطلاق حملة لإعادة تسمية العلامة التجارية حيث تم إرسال ملصقات إي تي في ديجيتال للعملاء لوضعها فوق شعارات أون ديجيتال على أجهزة التحكم عن بُعد وأجهزة الاستقبال الخاصة بهم.ومع ذلك لم يتم تغيير البرنامج الذي يعمل على أجهزة الاستقبال واستمر في عرض «أون» على كل شاشة تقريبًا.
لم تكن عملية تغيير العلامة التجارية بدون جدل حيث اشارت إس أم جي (مالك قناة تلفزيون الإسكتلندي وتلفزيون جرامبيان) وقناة يو تي في وشانيل تلفجينإلى أن علامة إي تي في التجارية لا تنتمي فقط إلى كارلتون وغرناطة وقد رفضة أس أم جي ويو تي في في بداية الحملة الإعلانية ل أي تي في ديجيتال ولم يسمحو بمساحة لقناة أي تي في الرياضية في تعدد الإرسال الخاص بهم، وبالتالي لم يكن متاحًا عند الإطلاق في معظم اسكتلندا وأيرلندا الشمالية لاحقاً تم حل القضية في اسكتلندا  وجزر القنال ولاحقًا في أيرلندا الشمالية مما سمح لـ إي تي في الرياضية بالبدء في المناطق غير التابعة لكارلتون وغرناطة على الرغم من عدم إتاحتها مطلقًا في جزر القنال حيث لم يكن هناك دي تي تي أو كابل [بحاجة لمصدر] ولم يظهر قد على سكاي ديجيتال.
و في وقت لاحق تم إلاعلان عن قناة إي تي في الرياضية وستكون هذه قناة الرياضية متميزة وستبث مباريات كرة القدم الإنجليزية وفقًا لاتفاق الشركة مع دوري كرة القدم في عام 2000، بالإضافة إلى ألعاب تنس من رابطة محترفي التنس وألعاب دوري أبطال أوروبا التي كانت مغطاة سابقًا بواسطة أون سبورت 1 وأون سبورت 2 وقد تم إطلاق القناة في 11 أغسطس من ذلك العام.

### السقوط
بلغ عدد مشتركين الخدمة مليون مشترك بحلول يناير 2001 بينما بلغ عدد المشتركين في سكاي ديجيتال 5.7مليون مشترك وقد سجلت غرناطة خسار بقيمة 69 مليون جنيه غسترليني في الأشهر الستة الأولى من عام 2001 مما دفع بعض المستثمرين إلى حثها على إغلاق أو بيع أون ديجيتال / أي تي في ديجيتال  لم تتمكن أي تي في ديجيتال من إبرام صفقة لوضع قناة أي تي في الرياضية على سكاي والتي كان من الممكن أن تمنح القناة إمكانية الوصول إلى ملايين من عملاء سكاي وتدر دخلاً ممتازً لها وكانت القناة المرخصة فقط لشركة الكابلات إنكوربوريتوقد بلغت الاشتراكات في أون نيت / أي تي في أكتف (خدمة الإنترنت الخاصة بها) ذروتها عند حوالي 100000 عميل  كما وقد كان لدى أي تي في ديجيتال حصة 12٪ من المشتركين الرقميين اعتبارًا من ديسمبر 2001  بدأت أي تي في ديجيتال وغرنطة في قطع الوظائف في ذلك الشهر.  بحلول عام 2002 كان يُعتقد أن الشركة تخسر ما يصل إلى مليون جنيه إسترليني في اليوم.
في فبراير 2002 قلت كالتون وغرناطة أن أي تي في ديجيتال بحاجة إلى «إعادة هيكلة أساسية» عاجلة  وكانت أكبر مشاكل الشركة تكمن في عقدها الممتد لمدة ثلاث سنوات مع الدوري الإنجليزي لكرة القدم   والذي إعتبره النقاد بالفعل باهظ الثمن عندما تم الاتفاق عليه لأنه كان أدنى من الدوري الممتاز الذي كان من قناة سكاي سبورتس كما في 21 مارس 2002 إي تي في ديجيتال قد اقترحت دفع 50 مليون جنيه إسترليني فقط للسنتين المتبقيتين في صفقة دوري كرة القدم أي بتخفيض قدره 129 مليون جنيه إسترليني وقد قال رؤساء الرابطة إن أي تخفيض في المدفوعات قد يهدد وجود العديد من أندية كرة القدم التي خصصت ميزانية لدخل كبير من عقد البث التلفزيوني.

### الإدارة
في 27 مارس 20002 تم وضع أي تي في ديجيتال في الإدارة لأنها لم تكن قادرة على دفع كامل المبلغ المستحق لدوري الإنجليزي لكرة القدم  وفي وقت لاحق مع بقاء فرص بقائها قائمة رفع أتحاد كرة القدم دعوى قضائية ضد كارلتون وغرناطة مدعيا أن الشركتين انتهكتا عقدهما في عدم توفير الدخل المضمون ومع ذلك خسرت الرابطة القضية في 1 أغسطس وحكم القاضي بأنها «فشلت في الحصول على ضمانات خطية كافية». ثم تقدمت الرابطة بدعوى إهمال ضد محاميها لفشلهم في الضغط للحصول على ضمان كتابي في وقت الصفقة مع أي تي في ديجيتال ومن هذا المنطلق في (يونيو) 2006 حصلت على تعويض تافه قدره 4 جنيهات إسترلينية من 150 مليون جنيه إسترليني كانت تسعى للحصول عليها  شكك الانهيار في طموح الحكومة لإيقاف الإشارات التلفزيونية الأرضية التماثلية بحلول عام 2010.
و على الرغم من العديد من الأطراف المهتمة لم يتمكن المسؤلون من العثور على مشتري للشركة وقد تم وضعها فعليًا قيد التصفية في 26 أبريل 2002  حيث توقفت معظم قنوات الاشتراك عن البث على أي تي في ديجيتال في 1 مايو 2002 في الساعة 7 صباحًا مع استمرار الخدماا المجانية فقط   وفي اليوم التالي استقال الرئيس التنفيذي لشركة أي تي في ستيوارت بريبيل. وإجمالاً فقد 1500 موظف وظيفته بسبب انهيار أي تي في ديجيتال  تم وضع أي تي في ديجيتال في النهاية قيد التصفية في 18 أكتوبر بديون قدرها 1.25 مليار جنيه إسترليني.

### بعد الانهيار
بحلول 30 أبريل 2002 ألغات لجنة التلفزيون المستقلة (إي تي سي) رخصة البث الخاصة ب أي تي في ديجيتال وبدأت في البحث عن مشتر وقد قدم على تحالف من بي بي سي وكراون كاسل طابًا في 13 يونيو  وانضمة لاحقًا إلى بي سكاي بي وحصل على الترخيص في 4 يوليو  أطلقت خدمة فريفيو في 30 أكتوبر 2002 حيث قدمو 30 قناة تلفزيونية مجانية و 20 قناة راديو مجانية بما في ذلك العديد من القنوات التفاعلية مثل بي بي سي الزر الأحمر وقناة المعلومات، ولكن لا يوجد اشتراك أو خدمات مدفوعة و لكن في 31 مارس 2004 عندما بدأت توب أب تي في في بث 11 قناة تلفزيونية مدفوعة في فترات بث مشاركة الوقت.
اعتبارًا من 10 ديسمبير 2002 بدأ المصفون في أي تي في ديجيتال يطلبون من العملاء إعادة أجهزة الاستقبال الخاصة بهم أو دف 39.99 جنيهًا إسترلينيًا كرسوم. لو نجحت تلك العملية لكان من الممكن أن يهدد بتقويض خدمة النظرة المجانية الوليدة وذلك نظراً لأن معظم أجهزة الاستقبال الأرضية الرقمية في المنزل كانت في ذلك الوقت أجهزة أون ديجيتال وأي تي في ديجيتال القدمية وفي يناير 2003 تدخل كالتون وغرناطة ودفعوا 2.8 مليون جنيه إسترليني للمصفين للسماح للصناديق بالبقاء مع عملائهم لأنه في ذلك الوقت تلقت شركات أي تي في خصمًا على مدفوعات ترخيص البث الخاصة بهم بناءً على عدد المنازل التي لديهم تحويلها إلى تلفزيون رقمي.ومن المحتمل أيضًا أن ذلك كان لتجنب المزيد من السلبية تجاه الشركتين.
خلال الفترة التي كانت تحت غلإدارة كان كارلتون وغرناطة في محادثات بشأن الإندماج والذي تمت الموافقة عليه في نهاية المطاف في عام 2004.

#### التأثير على أندية كرة القدم

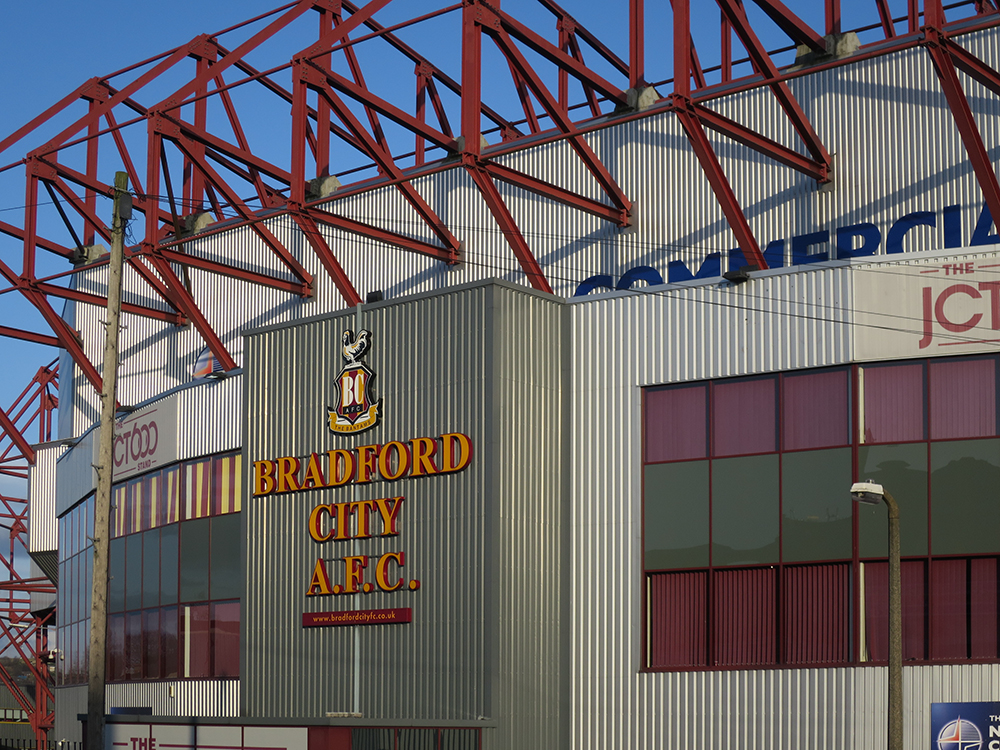
ساهم انهيار إي تي في ديجيتال في وضع نادي برادفورد سيتي في الإدارة

كان لانهيار أي تي في ديجيتال تأثير كبير على العدد من أندية كرة القدم وكان نادي برادفورد سيتي أحد المتضررين وأجبرته ديونه على الدخول في الإدارة في مايو 2002. 
دخل نادي بارنسلي أيضًا الإدارة في أكتوبر 2002 على الرغم من تحقيق النادي ربحًا لمدة اثني عشر عامًا قبل انهيار أي تي في ديجيتال   كان بارنسلي قد وضع الميزانية على أساس أنه سيتم استلام الأموال من صفقة إي تي في ديجيتال مما يترك عجزًا قدر 2.5مليون جنيه إسترليني في حساباتهم عندما انهار المذيع.
أجبرت الأندية على خفظ طاقمها واضطر بعض اللاعبين إلى البيع لأنهم لم يتمكنوا من الدفع لهم وزادت بعض الأندية أسعار التذاكر للجماهير لتعويض الخسائر.
أعيد بيع حقوق عرض مباريات دوري كرة القدم إلى سكاي سبورت مقابل 95 مليون جنيه غسترليني للسنوات الأربع المقبلة مقارنة ب315 مليون جنيه إسترليني على ثلاث سنوات من أي تي في ديجيتال مما أدى إلى انخفاض من 2 مليون جنيه إسترليني في الموسم إلى 700000جنيه إسترليني في إيرادات البث لـ أندية الدرجة الأولى. 
في المجموع تم وضع أربعة عشر ناديًا لدوري كرة القدم الانجليزي في الإدارة في غضون أربع سنوات من انهيار أي تي في ديجيتال مقارنة بأربعة في السنوات الأربع السابقة. 

#### مزاعم قرصنة نيوز كوربوريشن
في 31 مارس 2002 اتهمت شركة الكابلات الفرنسية كنال+ شركة نيوز كوربوريشنالتي يملكها روبرت مردوخ في الولايات المتحدة باستخراج رمز UserROM من بطاقت التشفير ميديا جارد الخاصة بها وتسربيه غلى الإنترنت  كما وقد رفعت كنال+ دعوى قضائية ضد شركة نيوز كوربوريشن زاعمة أنها من خلال فرعها أن دي أس (الذي يوفر تقنية تشفير لسكاي والخدمات التلفزيونية الأخرى من مردوخ) كانت تعمل على كسر البطاقات ميديا جارد الذكية التي تستخدمها كنال+ وأي تي في ديجيتال وغيرها من غير مردوخ مملوكة لشركات التلفزيون في جميع أنحاء أوروبا. و قد تم إلغاء الإجراء لاحقًا جزئيًا بعد أن وافقت شركة نيوز كوربوريشن على شراء شركة كنال + الإيطالية المتعثرة تيليبييو وهي منافسة مباشرة لشركة مملوكة لمردوخ في ذلك البلد. 
كما وقد اجريت إجراءت قانونية أخر من خلال ايكوستار ونجرا ستار تجري متابعتها في وقت نتأخر من أغسطس 2005 متهما أن دي أس من نفس المخالفات  وفي عام 2008 تم اكتشاف أن أن دي أس انتهكت قوانين القرصنة من خلال اهتراق نظام البطاقة الذكي لشركة نجرا ستار للاتصالات ولكن تم منح 1500 دولار فقط كتعويض قانوني.

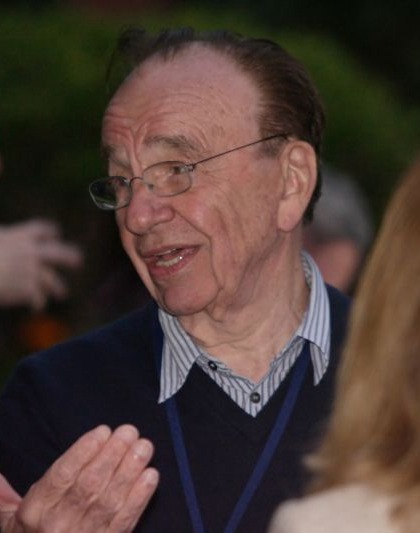
ربما استخدم روبرت مردوخ القرصنة لإضعاف أي تي في ديجيتال بشكل غير مباشر

في 26 مارس 2012 وجد تحقيق من بانوراما بي بي سي دليلاً على أن إحدى الشركات التابعة لشركة نيوز كوربوريشن قامت بخريب أي تي في ديجيتال ووجدت أن أن دي أس اخترقت بيانات البطاقة الذكية الرقمية الخاصة ب أي تي في /أون ديجيتال وسربتها عبر موقع ويب قرصان تحت سيطرة مردوخ وكانت هذه الإجرات التي مكنت الباطقة المقرصنة من إغراق السوق   نشأت هذه الاتهمامات من رسئال البريد الإلكتروني التي حصلت عليها بي بي سي ومقابلة مع لي جيبلينج (مشغل موقع القرصنة) الذي ادعى أنه حصل على ما يصل إلى 60ألف جنيه إسترليني سنويًا من قبل راي آدامز رئيس الأمن في أن دي أس  وهذا يعني أن مردوخ استخدم قرصنة الكمبيوتر لتقويض منافسه أي تي في ديجيتال بشكل مباشر وقد زعم محامو شركة نيوز كوربوريشن أن هذه الاتهامات بارتكاب أنشطة غير قانونية ضد شركة منافسة «كاذبة وتشهيرية». في يونيو 2013 قررت شرطة العاصمة النظر في هذه الادعاءات بناءً على طلب من النائب العمالي توم واتسون.

## التسويق
أدارت أي تي في ديجيتال حمالة إعلانية شارك فيها الممثل الكوميدي جوني فيغاس بدور آل وقرد دميه محبوك يُدعى ببساطة القرد بصوت بن ميلر يمكن الحصول على نسخة متماثلة محبوكة من القرد من خلال الاشتراك في أي تي في ديجيتال ولأن القرد لا خاص بشركة لا يمكن الحصول عليه دون الاشتراك في الخدمة فقد نشأ سوق لدمية القرد المستعملة في وقت من الأوقات حيث كانت شركة أي تي في ديجيتال مونكيز تجلب عدة مئات من الجنيهات على موقع إيباي  وتم بيع أنماط الحياكة التي يتم تسليمها عبر البريد الإلكتروني بعدة جنيهات وتم إنشاء حملة من قبل وكالة إعلانات الأم  وفي أغسطس 2002 بعد انهيار أي تي في ديجيتال ادعى فيجاس أنه مدين بالمال للإعلانات  وفي أوائل عام 2007، ظهر القرد وأل في إعلان عن شاي بي جي تبيس والذي تضمن في البداية إشارة إلى سقوط أي تي في ديجيتال.

## أجهزة فك التشفير
هذه قائمة من أجهزة استقبال أي تي في وأون ديجيتال التي تستخدم جميع برامج المماثلة مع تصممي واجهة المستخدم المشتركة لجميع الطرازات وقدم توب أب تي في تحديثًا صغيرًا في عام 2004 قام بترقية الجوانب الفنية البسيطة بخدمات التشفير.
- نوكيا ميدياماستر 9850 تي
- تقنية بيس الدقيقة دي تي أر-730، دي تي أر-735
- فيليبس دي تي أكس 6370، دي تي 6371، دي تي أكس 6372
- بايونير دي بي أر-تي200 ، دي بي أر-تي210
- سوني في تي أكس-دي500يو
- توشيبا دي تي بي 2000

أصبحت جميع أجهزة فك التشفير هذه (و بعض أجهزة التلفاز المدمجة التي تحمل علامة أون ديجيتال) عفا عليها الزمن بعد تحول الرقمي الذي اكتمل في عام 2012 حيث استخدمت عمليات البث بعد التبديل مخطط تعديل أحدث 8k لم تكن هذه المعدات السابقة متوافقة معه حيث أن التقنيات الجديدة أخذت مكانها.[بحاجة لمصدر]

## أي دي تي في أس
كما من الممكن أيضاً استقبال أون ديجيتال وأي تي في ديجيتال مع جهاز الاستقبال التلفزيون الرقمي المتكامل (أي دي تي في) حيث تم أستخدام وحدة الوصول المشروطة (سي إي أم) مع البطاقة الذكية الموصولة بفتحة واجهة المشترك في الجزء الخلفي من المجموعة.
تم منح مشتري أي تي في أس سعرًا منخفضًا إلى حد كبير عند استخدام خدمة أون ديجيتال حيث لم تكن هناك تكلفة لجهاز فك التشفير.
احتاجت بعض أجهزة أي دي تي في أس الأصلية إلى ترقيات البرامج الثابة للعمل مع سي إي أم وعلى سبيل المثال أرسلت سوني فنيين إلى المنازل لإجراء التحديثات اللازمة مجانًا.

## القنوات التلفزيونية الرقمية كارلتون / غرناطة
أنشأت كارلتون وغرناطة (لاحقًا أي تي في ديجيتال شانيل إل تي دي) مجموعة مختارة من القنوات التي شكلت بعض المحتوى الأساسي للقنوات المتاحة لأساسي والتي كانت:

## روابط خارجية
- معلومات عن تصفية أون ديجيتال للمشتركين.
- موقع لتاريخ أون ديجيتال
- بي ديجيتال للتسويق الكتروني افضل شركة تسويق الكتروني نسخة محفوظة 12 March 2009 على موقع واي باك مشين. مافيس، 8 مارس 2009 - طقم الحياكة للقرد
- تم إطلاق أي تي في ديجيتال في بي بي سي نيوز، 27 مارس 2002
- عرض جهاز فك التشفير بي بي سي نيوز الرقمية منخفضة التكلفة، 29 مارس 2002